# Mühlenbach (Gläsecke)
Der Mühlenbach, im Oberlauf Schlackentalbach genannt, ist ein etwa 2,9 Kilometer langes Fließgewässer in Harz (Landkreis Goslar) und Bad Harzburg im Landkreis Goslar.

## Verlauf
Der Schlackentalbach bildet sich aus zwei Quellbächen am Osthang des Goldbergs. Der kürzere aus südlicher Richtung entspringt am Henniborn, während der längere westliche auf einer Länge von etwa 800 Metern durch mehrere Teiche fließt. Der Bach fließt anschließend westlich am Gläsekenberg durch das Schlackental im Harz und verlässt diesen südöstlich von Göttingerode. In den Gestütsweiden nimmt das jetzt Mühlenbach genannte Gewässer von links den Strülleckenbach aus dem Strülleckental auf und erreicht kurz darauf Schlewecke. Hier fließt der Mühlenbach am Osthang des Langenbergs vorbei, speist den Schlewecker Dorfteich und mündet nordöstlich der Dorfkirche linksseitig in die Gläsecke.